# Tonalidade relativa
Em música, a tonalidade relativa menor de uma particular tonalidade maior (ou o relativo maior de uma tonalidade menor) é a tonalidade que tem a mesma armadura de clave, mas uma tónica diferente, como oposta menor ou maior, respectivamente, ou seja, a escala relativa da escala maior, é a escala menor que inicia a partir da sexta nota (grau VI) de uma escala, por exemplo, no caso de Dó Maior a sexta nota e relativa é a Lá menor; pois estas possuem a mesma armadura de clave (os mesmos acidentes sustenidos e bemóis) e as mesmas notas, são chamadas de "escalas enarmonicamente equivalentes".
Por exemplo, sol maior e mi menor têm um só sustenido na sua armadura de clave; daí pode dizer-se que mi menor é a relativa menor de sol maior (e que sol maior é a relativa maior de mi menor). A relativa menor de uma tonalidade maior tem sempre a sua tónica uma terceira menor descendente (e vice-versa).
A lista completa de pares de relativas menor/maior é:
| Armadura de clave                  | Tonalidade maior | Tonalidade menor |
| ---------------------------------- | ---------------- | ---------------- |
| Si♭, mi♭, lá♭, ré♭, sol♭, dó♭, fá♭ | Dó♭ maior        | Lá♭ menor        |
| Si♭, mi♭, lá♭, ré♭, sol♭, dó♭      | Sol♭ maior       | Mi♭ menor        |
| Si♭, mi♭, lá♭, ré♭, sol♭           | Ré♭ maior        | Si♭ menor        |
| Si♭, mi♭, lá♭, ré♭                 | Lá♭ maior        | Fá menor         |
| Si♭, mi♭, lá♭                      | Mi♭ maior        | Dó menor         |
| Si♭, mi♭                           | Si♭ maior        | Sol menor        |
| Si♭                                | Fá maior         | Ré menor         |
| Nenhum acidente                    | Dó maior         | Lá menor         |
| Fá♯                                | Sol maior        | Mi menor         |
| Fá♯, dó♯                           | Ré maior         | Si menor         |
| Fá♯, dó♯, sol♯                     | Lá maior         | Fá♯ menor        |
| Fá♯, dó♯, sol♯, ré♯                | Mi maior         | Dó♯ menor        |
| Fá♯, dó♯, sol♯, ré♯, lá♯           | Si maior         | Sol♯ menor       |
| Fá♯, dó♯, sol♯, ré♯, lá♯, mi♯      | Fá♯ maior        | Ré♯ menor        |
| Fá♯, dó♯, sol♯, ré♯, lá♯, mi♯, si♯ | Dó♯ maior        | Lá♯ menor        |

Junto aos movimentos da dominante (quinto grau da escala) ou da subdominante (quarto grau da escala), a modulação para a relativa menor ou para a maior é das mais comuns em música tonal.
1. ↑  «O que é escala relativa menor?». treinamento24.com. Consultado em 22 de março de 2022
2. ↑  «Escalas relativas». Tecla Center. Consultado em 22 de março de 2022